# Flanell

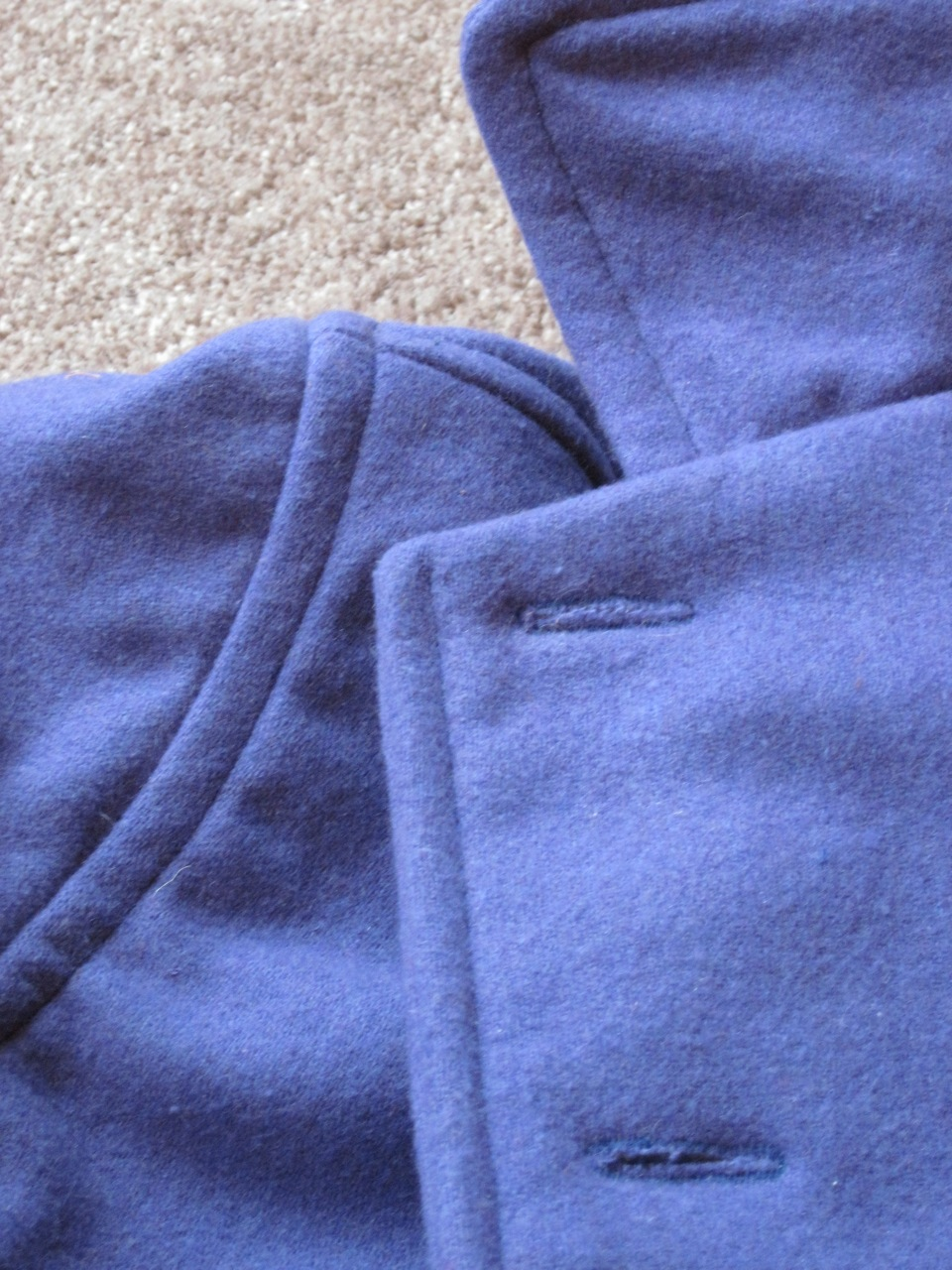
Wollflanell-Jacke (Detail)

Der Flanell (das Flanell in Österreich; aus keltisch, kymrisch: gwlân „Wolle“ über französisch flanelle und englisch flannel) ist eine Handelsbezeichnung für ein- oder beidseitig geraute  Gewebe mit flusiger Oberfläche. Flanelle sind vergleichsweise leicht, aber dennoch wärmend und saugfähig, außerdem haben sie einen sehr weichen Griff.
Man unterscheidet zwei Gruppen von Flanellen: Wollflanell und Baumwollflanell, wobei Mischflanelle integriert sind.
Wollflanelle können aus Kammgarn oder Streichgarn bestehen und werden vorwiegend in Köperbindung hergestellt. Sie werden nur leicht gewalkt. Klassisch sind die Wollqualitäten als Melange im typischen Flanellgrau.
Baumwollflanelle dagegen werden geraut und sowohl in Leinwandbindung als auch in Köperbindung gewoben. Der Flor wird kurz und gleichmäßig geschmirgelt.
Aus Flanell werden  Hosen, Herrenanzüge, Damenkleider und Kostüme aus Wolle, Winterwäsche, baumwollene Flanellhemden, Blusen und Bettwäsche hergestellt.